# Ferulago serpentinica
Ferulago serpentinica är en flockblommig växtart som beskrevs av Karl Heinz Rechinger. Ferulago serpentinica ingår i släktet Ferulago och familjen flockblommiga växter. Inga underarter finns listade i Catalogue of Life.